# Королівська битва (2011)
Королівська битва (2011) (анґл. Royal Rumble (2011)) - це щорічне pay-per-view-шоу, яке улаштовує федерація реслінґу WWE. Шоу пройшло 30 січня 2014 року на арені «Ті-Ді Ґарден» у місті Бостон (штат Массачусетс, США). Це шоу - двадцять четверте щорічне PPV-шоу. Королівську битву вважають одною з «Великої четвірки» PPV-шоу WWE (разом з РестлМанією, SummerSlam'ом та Survivor Series).

## Передмова
На відміну від минулих матчів Королівської битви в яких брало участь 30 рестлерів, в 2011 році було заявлено 40 осіб.
Крім традиційного матчу Королівської битви був призначений бій між Мізом і Ренді Ортоном за титул чемпіона WWE. На шоу Survivor Series 2010 Міз використовував кейс «Гроші в банку» на Ренді Ортоні, який захистив титул у матчі проти Вейда Баррета. Так Міз став новим Чемпіоном WWE. Через місяць на шоу СДС: Столи, Драбини та Стільці в матчі зі столами Майк Мізанін захистив титул від Ортона. На одному з епізодів RAW Ренді став претендентом за титул чемпіона WWE, вигравши матч в клітці проти Шеймуса та Вейда Баррета.
У той же час на це шоу був призначений матч за Чемпіонство світу у важкій вазі - Едж проти Долфа Зіґґлера. Після перемоги над Коді Роудсом, Біґ Шоу та Дрю МакІнтайром Дольф Зіґґлер отримав право на бій за титул чемпіона світу у важкій вазі. У той момент Едж захистив головний титул від Кейна. Після цього у Еджа почалася суперечка з Долфом Зіґґлером і його подружкою Віккі Герреро. 28 січня на SmackDown! Віккі Герреро, перебуваючи на посаді в. о. генерального менеджера заборонила Еджу в матчі за титул проти Зіґґлера використовувати прийом гарпун. Якщо Адам порушить це правило, то буде позбавлений титулу.